# Bactéria
Bactéria (pronúncia em português: [bɐkˈtɛ.ri.ɐ], do grego: βακτηριον, bakterion, que significa "bastão") é um tipo de célula biológica. Elas constituem um grande domínio de micro-organismos procariontes. Possuindo tipicamente alguns micrômetros de comprimento, as bactérias podem ter diversos formatos, variando de esferas até bastões e espirais. As bactérias figuram entre as primeiras formas de vida a aparecer na Terra e estão presentes na maioria dos seus habitats, sendo encontradas no ar, solo, água, fontes termais ácidas, resíduos radioativos, fundo dos oceanos e na superfície e interior de plantas e animais. Sua sobrevivência nestes ambientes se da devido a sua grande diversidade metabólica e capacidade adaptativa. A maioria das bactérias ainda não foi caracterizada. O estudo das bactérias é conhecido como bacteriologia, um ramo da microbiologia.
As bactérias são vitais em diversos estágios do ciclo de nutrientes, realizando processos como a fixação do nitrogênio da atmosfera e a decomposição de corpos mortos. Além disso, apenas bactérias e algumas arqueias possuem as enzimas necessárias para sintetizar a vitamina B12, um cofator na síntese do ADN e no metabolismo do ácido graxo e dos aminoácidos, fornecendo-a a outros organismos através da cadeia alimentar. Bactérias também interagem de maneira direta com plantas e animais. A interação entre estes organismos pode ser benéfica, e até mesmo simbiótica, onde bactérias auxiliam no metabolismo e protegem contra doenças infecciosas por outros micro-organismos. No entanto, existem também várias espécies de bactérias patogênicas que causam doenças infecciosas, incluindo cólera, sífilis, antraz, hanseníase e peste bubônica. Comumente, estas infecções bacterianas são tratadas através da utilização de antibióticos. Na indústria, bactérias são importantes no tratamento de esgoto, na decomposição de derramamentos de petróleo, na produção de queijo e iogurte através da fermentação e na fabricação de compostos orgânicos.
Diferentemente das células de animais e outros eucariontes, células de bactérias não possuem núcleo celular e raramente possuem organelas separadas por membranas. No passado o termo bacteria inclui todos os organismos procariontes, mas na década de 1990 foi descoberto que os procariontes consistem em dois grupos de organismos diferentes que evoluiram a partir de um ancestral comum. Estes domínios são chamados Bacteria e Archaea.

## Etimologia
A palavra bacteria é o plural do Latim Moderno bacterium, no qual é a latinização do Grego βακτήριον (bakterion), o diminutivo de βακτηρία (bakteria), que significa "bastão, cana", pois as primeiras bactérias descobertas tinham forma de bastão.

## Origem e evolução

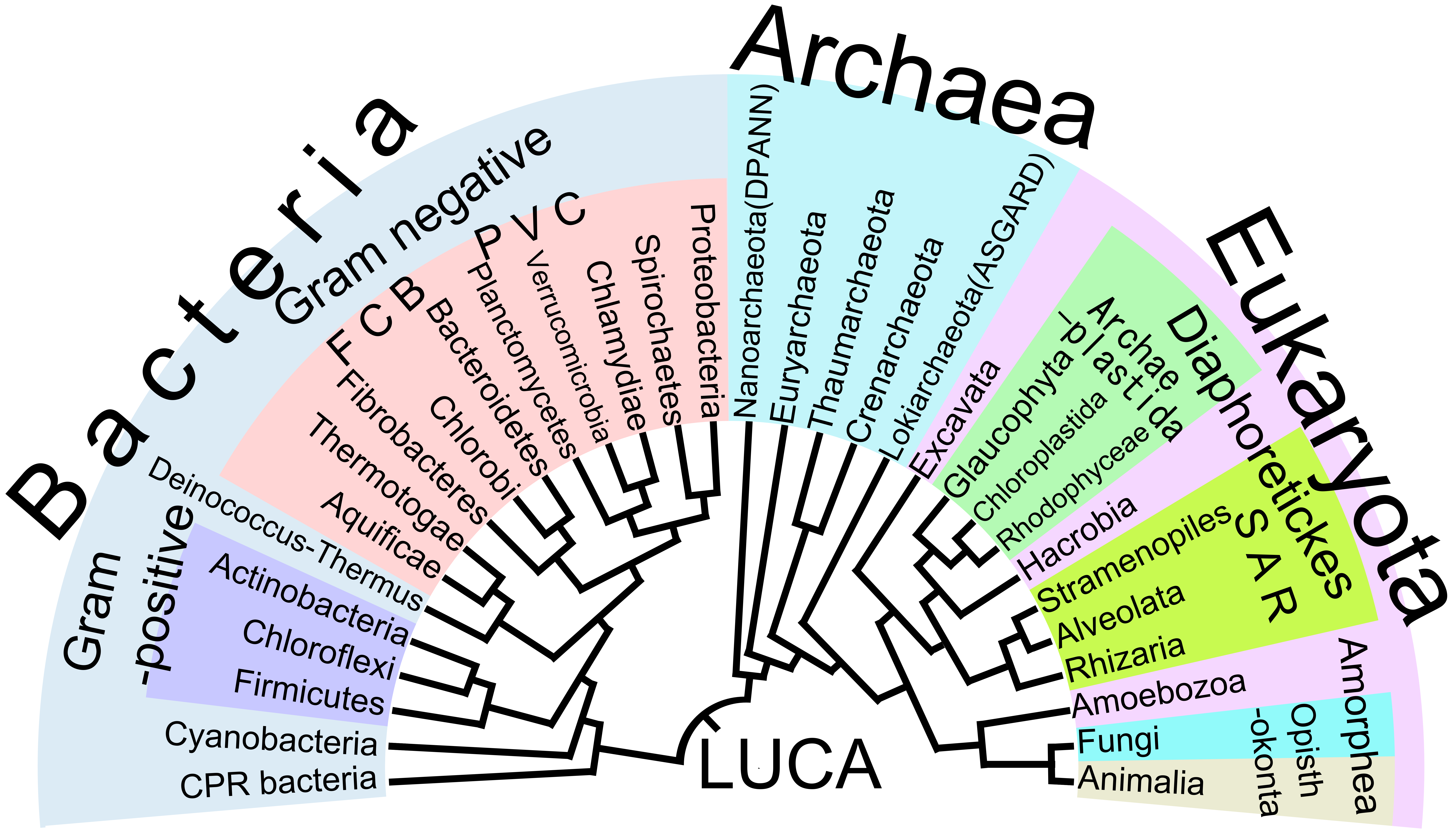
Árvore filogenética da vida. As bactérias aparecem à esquerda

O termo "bactéria" era tradicionalmente aplicado a todos os microrganismos procarióticos. No entanto, a filogenia molecular foi capaz de demonstrar que os microrganismos procarióticos são divididos em dois domínios, originalmente denominados Eubacteria e Archaebacteria, e agora renomeados como Bacteria e Archaea, que evoluíram independentemente a partir de um ancestral comum.
Os ancestrais dos procariontes modernos foram os primeiros organismos que se desenvolveram sobre a terra, há cerca de 3800 a 4000 milhões de anos. Durante quase 3000 milhões de anos, todos os organismos permaneceram microscópicos, sendo que provavelmente as bactérias e arqueias eram as formas de vida dominantes.
Atualmente, é discutido se os primeiros procariontes foram bactérias ou arqueias. Alguns pesquisadores pensam que as bactérias são o domínio mais antigo, com as arqueias e eucariontes derivando a partir delas, enquanto outros consideram que o domínio mais antigo é o das arqueias. É possível que o ancestral comum mais recente das bactérias e arqueias possa ser um hipertermófilo que viveu há entre 2500 a 3200 milhões de anos. Por outro lado, outros cientistas argumentam que tanto arqueias quanto eucariontes são relativamente recentes, surgindo há cerca de 900 milhões de anos, e que as arqueias evoluíram a partir de uma bactéria Gram-positiva, que mediante a substituição da parede bacteriana de peptidoglicano por outra de glicoproteína daria lugar a um organismo chamado de Neomura.
Embora existam fósseis bacterianos, como os estromatólitos, eles não podem ser usados para estudar a história da evolução bacteriana ou a origem de uma espécie bacteriana em particular por não manterem sua morfologia distintiva. No entanto, sequências genéticas podem ser usadas para reconstruir a filogenia dos seres vivos, e esses estudos sugerem que arqueias e eucariontes estão mais relacionados entre si do que com bactérias.
As bactérias também estavam envolvidas na segunda grande divergência evolutiva, a que separou as arqueias dos eucariontes. Considera-se que as mitocôndrias eucarióticas provêm da endossimbiose de uma alfa-proteobactéria. Neste caso, o ancestral dos eucariontes, que possivelmente estava relacionado às arqueias (o organismo Neomura), ingeriu uma proteobactéria que, ao escapar da digestão, se desenvolveu no citoplasma e deu origem as mitocôndrias. Essas podem ser encontradas em todos os eucariontes, mesmo que às vezes em forma altamente reduzida, por exemplo, em antigos protistas amitocondriados. Então, independentemente, uma segunda endossimbiose por parte de algum eucariótico mitocondrial com uma cianobactéria levou à formação dos cloroplastos encontrados em algas e plantas.

## Taxonomia do domínio Bactéria

Árvore filogenética da vida: arqueias, bactérias e eucariontes

O sistema de classificação taxonômica mais utilizado divide os seres vivos em três domínios: Bacteria, Archaea e Eukarya. Os domínios Archaea e Bacteria englobam os organismos procariontes, isto é, aqueles cujas células não possuem um núcleo celular diferenciado, enquanto no domínio Eukarya inclui as formas de vida eucariontes, como os protistas, animais, fungos e plantas. Segundo a classificação de 2024 feita pelo Comitê Internacional de Sistemática de Procariontes, o domínio Bacteria é dividido em 4 reinos e 45 filos confirmados.
Antes de serem considerados um grupo separado, as bactérias foram classificadas como animais por Christian Gottfried Ehrenberg em 1838, fungos por Karl Wilhelm von Nägeli em 1857, protistas por Ernst Haeckel em 1866 e algas por Ferdinand Cohn em 1875. Por já terem sido classificados como plantas, um conjunto de bactérias encontradas dentro de um hospedeiro é comumente chamado de "flora".
A descoberta da estrutura celular procariótica, distinta dos organismos eucariontes, levou os procariontes a serem classificados como um grupo separado ao longo do desenvolvimento dos esquemas de classificação de seres vivos. Em 1938, as bactérias foram incluídas entre os procariontes no reino Mychota por Copeland e em 1969 no reino Monera por Whittaker.
Em 1977, com o advento das técnicas moleculares, Carl Woese dividiu os procariontes em dois grupos, com base nas sequências do ARN ribossomal 16S, que chamou de Eubacteria e Archaebacteria, renomeados por ele próprio para Bacteria e Archaea em 1990. Woese argumentou que estes dois grupos, em conjunto com os eucariontes, formam domínios separados com origem e evolução separadas a partir de um organismo ancestral comum. Desta forma, as bactérias poderiam ser divididas em vários reinos, mas normalmente são tratadas como um único reino dividido em filos.

## Habitats
As bactérias são formas de vida extremamente adaptáveis, sobrevivendo nos mais diversos ambientes incluindo o ar, o solo, a água, as fontes termais ácidas, os resíduos radioativos, as profundezas dos oceanos e na superfície e interior de plantas e animais. Estima-se que existam aproximadamente 2×1030 a 5×1030 bactérias na Terra, formando uma biomassa excedida apenas pelas plantas. Elas são encontradas com maior abundância principalmente no solo e na água, onde realizam papeis essenciais na ecologia. Os oceanos abrigam cerca de 3 x 1026 bactérias, as quais produzem ate 50% do oxigênio atmosférico.
Nas comunidades biológicas em torno de fontes hidrotermais e emanações frias, bactérias extremófilas fornecem os nutrientes necessários para sustentar a vida convertendo compostos como o sulfeto de hidrogênio e o metano em energia. Dados relatados por pesquisadores sugerem que as bactérias prosperam na Fossa das Marianas, a parte mais profunda conhecida dos oceanos. Outros pesquisadores relataram que micróbios prosperam dentro de rochas até 580 metros abaixo do fundo do mar, sob mais de 2 quilômetros de oceano ao largo da costa do noroeste dos Estados Unidos. De acordo com um dos pesquisadores: "Você pode encontrar micróbios em qualquer lugar - eles são extremamente adaptáveis às condições e sobrevivem onde quer que estejam".

## Morfologia

As bactérias exibem muitas morfologias e arranjos celulares

As bactérias possuem uma grande diversidade de formas e tamanhos, chamados de morfologias. As células bacterianas têm cerca de um décimo do tamanho das células eucarióticas e têm tipicamente de 0,5 a 5,0 micrômetros de comprimento. No entanto, algumas espécies são visíveis a olho nu - por exemplo, a Thiomargarita namibiensis tem até meio milímetro de comprimento e a Epulopiscium fishelsoni atinge 0,7 mm. A maior espécies conhecida, Thiomargarita magnifica, pode atingir ate 2 centímetros de comprimento, cerca de 50 vezes maior do que outras bactérias conhecidas. Entre as menores bactérias estão os membros do gênero Mycoplasma, que medem apenas 0,3 micrômetros, tão pequenos quanto os maiores vírus. Algumas bactérias podem ser ainda menores, mas essas ultramicrobactérias ainda não são bem estudadas.
A maioria das espécies de bactérias são esféricas, chamadas de cocos (sing. coccus, do Grego kókkos, grão, semente), ou em forma de bastão, chamadas de bacilos (sing. bacillus, do Latim baculus, bastão). Algumas bactérias, chamadas de vibriões, têm a forma de bastonetes ligeiramente curvos ou em forma de vírgula; outras podem ter forma de espiral, chamadas de espirilos, ou firmemente enroladas, como é o caso das espiroquetas. Um pequeno número de outras formas incomuns também foi descrito, como bactérias em forma de estrela. Essa grande variedade de formas é determinada pela parede celular bacteriana e pelo citoesqueleto. Essa variedade é importante porque pode influenciar a capacidade das bactérias de adquirir nutrientes, fixar-se às superfícies, nadar através de líquidos e escapar de predadores.

A variedade de tamanhos mostrada pelos procariontes em relação aos de outros organismos e biomoléculas

Muitas espécies bacterianas existem simplesmente como células únicas, outras se associam em padrões característicos: Neisseria formam diploides (pares), Streptococcus formam correntes e as Staphylococcus agrupam-se em aglomerados de "cachos de uvas". As bactérias também podem se agrupar para formar estruturas multicelulares maiores, como os alongados filamentos da Actinomycetota, os agregados da Myxobacteria e as complexas hifas da Streptomyces. Essas estruturas multicelulares são frequentemente vistas apenas em determinadas condições. Por exemplo, quando há ausência de aminoácidos, as mixobactérias detectam células vizinhas em um processo conhecido como detecção de quórum, então, elas migram de uma para a outra  e se agregam para formar corpos de frutificação de até 500 micrômetros de comprimento e contendo aproximadamente 100 000 células bacterianas. Nesses corpos de frutificação, as bactérias realizam tarefas separadas; por exemplo, cerca de uma em cada dez células migra para o topo de um corpo de frutificação e se diferencia em um estado dormente especializado chamado de mixosporo, que é mais resistente ao ressecamento e outras condições ambientais adversas.
As bactérias frequentemente se prendem às superfícies para formar densas agregações, chamadas de biofilmes, ou formações ainda maiores, conhecidas como tapetes microbianos. Esses biofilmes e tapetes podem variar de alguns micrômetros de espessura a até meio metro de profundidade, além de poderem conter múltiplas espécies de bactérias, protistas e arqueias. Bactérias que vivem em biofilmes exibem um arranjo complexo de células e componentes extracelulares, formando estruturas secundárias como as microcolônias, através das quais existem redes de canais para permitir uma melhor difusão de nutrientes. Em ambientes naturais, como no solo ou na superfície das plantas, a maioria das bactérias está ligada às superfícies dos biofilmes. Biofilmes também são importantes na medicina, pois essas estruturas estão frequentemente presentes durante infecções bacterianas crônicas ou em infecções associadas a implantes. Além disso, bactérias protegidas dentro de biofilmes são muito mais difíceis de matar do que bactérias isoladas individuais.
Dentro destes biofilmes, bactérias de uma mesma espécie podem realizar o intercâmbio de uma variedade de moléculas sinalizadoras como uma forma de comunicação intercelular para coordenar comportamentos multicelulares. A cooperação entre células bacterianas pode trazer diversos benefícios como a proteção contra antagonistas, aproveitamento de recursos que nao podem ser utilizado efetivamente por células únicas e otimização da sobrevivência da população. Para o funcionamento deste sistema, as bactérias realizam uma "divisão do trabalho", realizando funções diferentes dentro do biofilme, similar a diferenciação celular que ocorre em organismos multicelulares.
Um dos tipos de comunicação intercelular realizada em biofilmes é chamada quorum sensing, que permite que as bactérias coordenem a expressão de genes através da produção, liberação e detecção de autoindutores que se acumulam com o crescimento da população celular. Este mecanismos pode ser usado para determinar se a densidade populacional local é suficiente para sustentar comportamentos como a secreção de enzimas digestivas e emissão de luz.

## Estrutura celular

### Estruturas intracelulares

Estrutura e conteúdo de uma célula bacteriana gram-positiva típica

A célula bacteriana é cercada por uma membrana celular composta principalmente de fosfolipídios. Essa membrana envolve o conteúdo da célula e atua como uma barreira para reter os nutrientes, proteínas e outros componentes essenciais do citoplasma no interior da célula. Ao contrário das células eucarióticas, as bactérias geralmente não possuem grandes estruturas em seu citoplasma, como um núcleo, mitocôndrias, cloroplastos e outras organelas presentes nas células eucariontes. No entanto, algumas bactérias têm organelas ligadas a proteínas no citoplasma que compartimentam aspectos do metabolismo bacteriano; por exemplo, os carboxissomos. Além disso, as bactérias possuem um citoesqueleto composto por diferentes tipos de filamentos que gerenciam o processo de divisão celular e controlam a localização de proteínas e ácidos nucleicos na célula.
Muitas reações bioquímicas importantes, como a geração de energia, ocorrem devido a gradientes de concentração através das membranas, criando uma diferença de potencial análoga a uma bateria. A falta de membranas internas nas bactérias significa que essas reações, como o transporte de elétrons, ocorrem através da membrana celular entre o citoplasma e o exterior da célula, ou periplasma. Contudo, em muitas bactérias fotossintéticas, a membrana plasmática é altamente dobrada, gerando invaginações que preenchem a maior parte da célula com camadas de membranas coletoras de luz. Em bactérias do filo Chlorobiota esses complexos de captação de luz podem até formar vesículas, chamadas clorossomos.

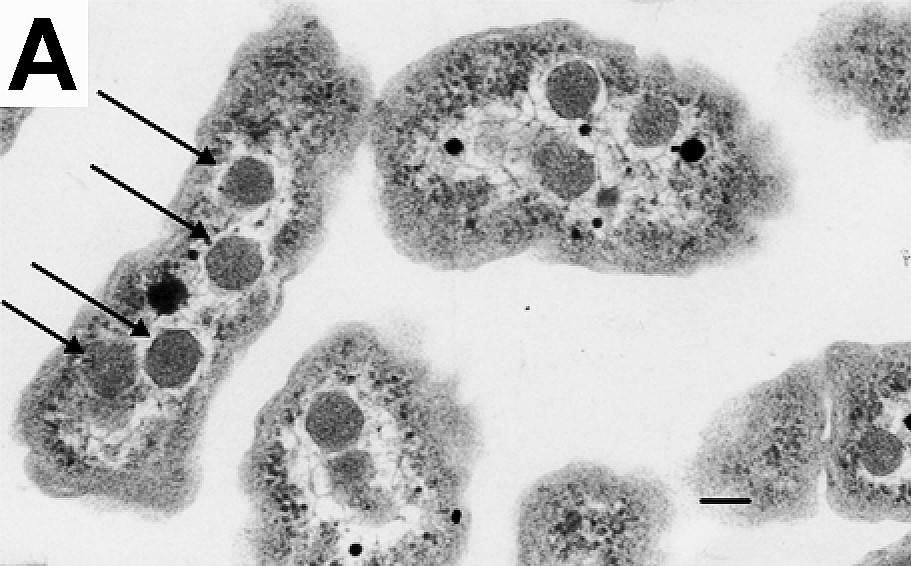
Uma microfotografia eletrônica de células de Halothiobacillus neapolitanus com carboxissomos dentro. As flechas indicam os carboxissomos visíveis. A escala é de 100 nanômetros

As bactérias não possuem um núcleo ligado à membrana e seu material genético é tipicamente um único cromossomo circular de ADN localizado no citoplasma em um corpo de forma irregular, chamado de nucleoide. O nucleoide contém o cromossomo com suas proteínas associadas e ARN. Além do nucleoide, bactérias podem apresentar também outras estruturas de ADN, denominadas plasmídeos. Como todos os outros organismos, bactérias possuem ribossomos para a produção de proteínas, mas a estrutura do ribossomo bacteriano é diferente da estrutura dos eucariontes e arqueias.
Algumas bactérias produzem grânulos intracelulares de armazenamento de nutrientes, como glicogênio, polifosfato, enxofre ou polihidroxialcanoatos. Certas espécies de bactérias, como as cianobactérias fotossintéticas, produzem vacúolos de gás que são usados para regular sua flutuabilidade e se movimentar entre diferentes profundidades de água, buscando a intensidade de luz e níveis de nutrientes ideais.

### Estruturas extracelulares
Ao redor do exterior da membrana da célula está a parede celular. Paredes celulares bacterianas são feitas de peptidoglicano. Esta substância é composta por cadeias polissacarídicas ligadas por peptídeos incomuns contendo D-aminoácidos. As paredes celulares bacterianas são diferentes das paredes celulares de plantas e fungos, que são feitas de celulose e quitina, respectivamente. A parede celular das bactérias também é diferente da das arqueias, que não possui peptidoglicano. A parede celular é essencial para a sobrevivência de muitas bactérias. O antibiótico penicilina, produzido pelo gênero de fungos Penicillium, é capaz de matar bactérias inibindo a síntese do peptidoglicano.
Em termos gerais, existem dois tipos diferentes de parede celular em bactérias, que as classificam como gram-positivas ou gram-negativas. Os nomes se originam da reação das células à Coloração de Gram, um teste de longa data para a classificação de espécies bacterianas.
As bactérias gram-positivas possuem uma parede celular espessa contendo muitas camadas de peptidoglicano e ácidos teicóicos. Por outro lado, as bactérias gram-negativas possuem uma parede celular relativamente fina, que consiste em algumas camadas de peptidoglicano cercadas por uma segunda membrana lipídica contendo lipopolissacarídeos e lipoproteínas. A maioria das bactérias possui parede celular gram-negativa, e apenas as bactérias dos filos Bacillota e Actinomycetota possuem a parede celular gram-positiva. Essas diferenças na estrutura podem produzir reações diferentes na suscetibilidade a antibióticos; por exemplo, a vancomicina pode matar apenas bactérias gram-positivas e é ineficaz contra patógenos gram-negativos, como a Haemophilus influenzae ou a Pseudomonas aeruginosa. Algumas bactérias têm estruturas da parede celular que não são classicamente gram-positivas ou gram-negativas. Isso inclui bactérias de importância médica como as Mycobacterium, que possui uma parede celular espessa como uma bactéria gram-positiva, mas também uma segunda camada externa de lipídios.
Em muitas bactérias, uma camada de moléculas de proteínas de matriz rígida cobre a parte externa da célula. Esta camada fornece proteção química e física para a superfície da célula e pode atuar como uma barreira de difusão macromolecular. Essas camadas possuem diversas funções, como a atuaçcoomo fatorese virulência naem mpylobacter e por conterem enzimas de superfície nas Bacillus stearothermophilus.

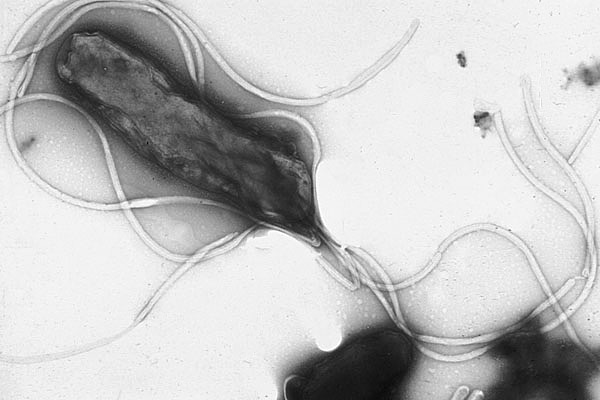
Fotografia de uma Helicobacter pylori, exibindo múltiplos flagelos na superfície celular

Flagelos são estruturas rígidas compostas por proteínas, que são usadas para motilidade. Estas estruturas possuem cerca de 20 nanômetros de diâmetro e até 20 micrômetros de comprimento. Os flagelos são movidos pela energia liberada pela transferência de íons através de um gradiente eletroquímico da membrana celular.
As fímbrias são finos filamentos de proteína, geralmente de 2 a 10 nanômetros de diâmetro e até vários micrômetros de comprimento. Elas estão distribuídas ao longo da superfície da célula e se assemelham a pelos finos quando vistas em um microscópio eletrônico. Acredita-se que as fímbrias estejam envolvidas na adesão bacteriana à superfícies sólidas ou à outras células, além de serem essenciais para a virulência de alguns patógenos. Os pilus são apêndices celulares ligeiramente maiores que as fímbrias. Um tipo especial de pilus é o pilus sexual, que pode transferir material genético entre duas células bacterianas em um processo chamado de conjugação bacteriana. Alguns também são capazes de gerar movimento, como o pilus de tipo IV.
Muitas bactérias também produzem uma matriz extracelular denominada glicocálix. Estas matrizes apresentam uma alta complexidade estrutural, podendo variar entre camadas desorganizadas de exopolissacarídeos ou estruturas rígidas e bem definidas, denominada cápsula. Estas estruturas podem conferir proteção a fagocitose por células eucarióticas, como macrófagos, auxiliando bactérias patogênicas a evadirem o sistema imune do hospedeiro. As moléculas que compõe o glicocálix também podem ser reconhecidos como antígenos, auxiliar na adesão a superfícies e na formação de biofilme.
A formação destas estruturas extracelulares são dependentes de sistemas de secreção bacterianos, que realizam o transporte de proteína produzidas no citoplasma para o periplasma ou para o ambiente extracelular. Existe um grande variedade destes sistemas de secreção, os quais são estudados devido a seu papel na virulência de bactérias patogênicas.

### Endósporos
Alguns gêneros de bactérias Gram-positivas, como Bacillus, Clostridium, Sporohalobacter, Anaerobacter e Heliobacterium, podem formar estruturas não-reprodutivas, dormentes e altamente resistentes a condições adversa, chamadas endósporos. Os endósporos se desenvolvem no citoplasma, onde um destacamento da membrana plasmática envolve uma copia do ADN e ribossomos, formando um novo compartimento. Esta estrutura é então cercada por uma multicamada rígida composta por peptidoglicano e diferentes proteínas, denominada córtex. O endósporo maduro é então liberado para o exterior celular. Apesar de possuírem um nome parecido, endósporos são diferentes dos esporos produzidos por eucariontes, pois sua função não esta relacionada a reprodução e sim a resistência e sobrevivência.
Ao encontrar-se em um ambiente com condições adversas, bactérias formam endósporos para entrar em um estado de dormência, o qual aumenta sua capacidade de resistência e sobrevivência. Nesse estado adormecido, esses organismos podem permanecer viáveis por milhões de anos. Os endósporos não apresentam metabolismo detectável e podem sobreviver a estresses físicos e químicos extremos, como altos níveis de luz UV, radiação gama, detergentes, desinfetantes, calor, congelamento, pressão e dessecação. Endósporos permitem que as bactérias sobrevivam até mesmo no vácuo e expostas a radiação espacial, o que implica na possiblidade de bactérias serem transportadas e distribuídas pelo Universo através de poeira espacial, meteoritos, asteroides, cometas e outros pequenos corpos. Quando as condições de seu ambiente tornam-se favoráveis, os endósporos são reativados, perdendo sua capacidade de resistência mas permitindo seu desenvolvimento em uma célula competente.
A formação de endósporos também esta associada a algumas doenças ocasionadas por infecções bacterianas, como o carbúnculo, ocasionado pela inalação ou contato com os endósporos de Bacillus anthracis, e o tétano, ocasionado pela contaminação de ferimentos na pele por endósporos de Clostridium tetani. Infecções por Clostridioides difficile também são causadas por bactérias formadoras de endósporos.

## Metabolismo
Bactérias apresentam uma grande diversidade de capacidades metabólicas. O metabolismo de bactérias pode ser classificado com base em três principais critérios: a fonte de energia, o doador de elétrons utilizado e a fonte de carbono utilizada para o crescimento. Organismos que realizam respiração podem ser classificados também pelo aceptor de elétrons utilizado.
Quanto a fonte de energia, as bactérias podem ser classificadas em dois tipos: fototróficas, que utilizam a luz como fonte de energia, através da fotossíntese, e quimiotróficas, cujo metabolismo eh baseado em transferências de elétrons de compostos químicos para um aceptor de elétrons, através de reações de oxirredução. Quimiotrófos podem ainda ser subdivididos com base nos compostos utilizados como doador de elétrons. Bactérias que utilizam compostos inorgânicos, como hidrogênio, monóxido de carbono ou amônia, são denominados litotróficos, enquanto as que utilizam compostos orgânicos são chamadas organotróficos. Além disso, o aceptor de elétrons também pode ser utilizado para classificação, onde bactérias que utilizam oxigênio são denominadas aeróbicas, enquanto as que utilizam compostos como nitrato, sulfato e dióxido de carbono são chamadas de anaeróbicas.
A grande maioria das bactérias utiliza compostos orgânicos como fonte de carbono, sendo denominadas heterotróficas. Já as bactérias do filo Cyanobacteriota e algumas bactérias fotossintéticas roxas são consideradas autotróficas, pois são capazes de obter carbono através da fixação de dióxido de carbono. Algumas bactérias também são capazes de utilizar gás metano como doador de elétrons e fonte de carbono.
| Classificacao | Fonte de energia      | Fonte de carbono                                                                  | Exemplos                                                                       |
| ------------- | --------------------- | --------------------------------------------------------------------------------- | ------------------------------------------------------------------------------ |
| Fototróficas  | Luz                   | Compostos orgânicos (fotoheterótrofos) ou fixação de carbono (fotoautótrofos)     | Cyanobacteriota, Chlorobiota, Chloroflexota, e bactérias fotossintéticas roxas |
| Litotróficas  | Compostos inorgânicos | Compostos orgânicos (litoheterótrofos) ou fixação de carbono (flittoautótrofos)   | Thermodesulfobacteriota, Hydrogenophilaceae eNitrospirota                      |
| Organotrófica | Compostos orgânicos   | Compostos orgânicos (quimioheterótrofos) ou fixação de carbono (quimioautótrofos) | Bacillus, Clostridium, or Enterobacteriaceae                                   |

A capacidade metabólica de diversas bactérias e suas interações como o ambiente são importantes também para a estabilidade ecológica e sociedade humana. Diazotróficos, por exemplo, são capazes de fixar nitrogênio utilizando a enzima nitrogenase. Esta característica é essencial para processos ecológicos como a desnitrificação e acetogénese. Bactérias anaeróbicas não-respiratórias utilizam a fermentação como fonte de energia e secretam produtos metabólicos para o ambiente extracelular, como o etanol utilizado na produção de bebidas alcoólicas. Anaeróbios facultativos podem alternar entre a fermentação e outros aceptores de elétrons dependendo das condições do ambiente onde se encontram.

## Movimento
Diversas bactérias são capazes de se locomover por conta própria utilizando diferentes mecanismos, com uma célula podendo apresentar mais de um tipo de movimentação. O tipo de movimentação realizada depende do ambiente onde a bactéria se encontra. Em ambientes aquosos, a locomoção mais estudada ocorre através da utilização de flagelos. Estes flagelos realizam movimentos de rotação produzidos por uma proteína em sua base, que age como um "motor" giratório reversível. Esta rotação age como uma hélice que impulsiona a célula bacteriana e gera seu movimentação. O sentido de rotação do flagelo determina a direção de deslocamento da célula, onde a rotação no sentido horário a impulsiona para frente e a rotação anti-horária a impulsiona para trás.

Os diferentes arranjos dos flagelos bacterianos (A- monótrico, B- lofótrico, C- anfítrico, D- perítrico)

Os flagelos bacterianos encontram-se organizados de diferentes formas: algumas bactérias possuem um único flagelo polar (numa extremidade da célula), enquanto outras possuem grupos de flagelos, quer numa extremidade, quer em toda a superfície da parede celular. Diante do número e da distribuição dos flagelos, as bactérias podem ser classificadas como: atríquias (sem flagelos), monotríquias (um único flagelo), anfitríquias (um flagelo em cada extremidade), lofotríquias (um grupo de flagelos numa, ou ambas as extremidades) e peritríquias (apresentando flagelos ao longo de todo o corpo bacteriano). As espiroquetas possuem uma forma de movimentação única, onde os filamentos que impulsionam seu movimento encontram-se no interior celular, ocasionando a rotação de todo o corpo celular.
A locomoção em ambientes aquosos utilizando flagelos é denominada natação. Em bactérias lofotríquias, a natação é realizada quando todos seus flagelos realizam a rotação em um mesmo sentido. Contudo, em algumas bactérias, como Escherichia coli, podem ser observados grupos de flagelos realizam rotação em sentidos contrários. Esta alteração no sentido de rotação interrompe a movimentação direcionada e inicia uma movimentação aleatória, denominada rolamento. O movimento de rolamento ocasiona na reorientação da bactéria, permitindo que ela se mova em outra direção. Alguns gêneros bacterianos como Synechococcus e Spiroplasma são capazes de se locomover em ambientes aquosos sem a necessidade de flagelos, porém seus mecanismos ainda não foram elucidados.
Quando estão em superfícies solidas as bactérias podem realizar dois tipos principais de movimentação, espasmódica (twitching) e deslizamento (gliding). A movimentação espasmódica baseia-se na utilização do pilus do tipo IV, um apêndice celular que se estende, adere a superfície e retrai, puxando a bactéria até o ponto aderido. O deslizamento ocorre através da utilização de adesinas presentes na superfície celular. Estas proteínas aderem ao ambiente extracelular e se deslocam ao longo da superfície da célula. Este tipo de deslocamento pode ser observado em uma grande diversidade de bactérias como cianobactérias, mixobactérias e flavobactérias, com cada uma apresentando um mecanismo diferente.
Diversas espécies dos gêneros Listeria e Shingella que parasitam células de eucariontes são capazes de utilizar o citoesqueleto da célula hospedeira para se movimentarem no interior celular através da promoção da polimerização de actina.

### Taxia
As bactérias podem mover-se por reação a certos estímulos, um comportamento chamado "taxia" (também presentes nas plantas), como por exemplo, quimiotaxia, fototaxia, mecanotaxia e magnetotaxia - bactérias que fabricam cristais de magnetita (Fe3O4) ou greigita (Fe3S4), materiais com propriedades magnéticas, e orientam seus movimentos pelo campo magnético terrestre, como a bactéria Magnetospirillum magnetotacticum (ver bactérias magnetotáticas).
Num grupo particular, as mixobactérias, as células individuais atraem-se quimicamente e formam pseudo-organismos amebóides que, para além de "rastejarem", podem formar frutificações.

## Crescimento e reprodução

Reprodução bacteriana

Em organismos unicelulares o crescimento celular e a reprodução por divisão celular são altamente correlacionados. Bactérias crescem ate atingirem um determinado tamanho e então se reproduzem através de fissão, uma forma de reprodução assexuada.  Neste processo, cada bactéria divide-se em duas células clones. Algumas bactérias formam estruturas reprodutivas mais complexas que auxiliam na dispersão das células descendentes. Exemplos destas estruturas incluem os corpos de frutificação formados por mixobactérias, hifas aéreas formadas por espécies do gênero Streptomyces e a formação de brotamentos, protrusões celulares que se destacam da célula original e dão origem a uma nova célula filha. Sob condições ideais, bactérias podem se reproduzir com grande rapidez, dando origem a um número muito grande de descendentes em apenas algumas horas.
Em laboratórios, bactérias são cultivadas utilizando meios de cultivo sólidos ou líquidos. Meios de cultivo sólidos, como a agarose, são utilizadas para isolar culturas puras de uma cepa bacteriana. Já os meios líquidos são utilizados para medir o crescimento bacteriano ou para obter um grande volume de células rapidamente.

Na natureza, as bactérias possuem uma quantidade limitada de nutrientes que as impede de se reproduzir indefinidamente. Esta limitação levou estes organismos a evoluírem diferentes estratégias para seu crescimento. Alguns organismos, como algas e cianobactérias,  podem crescer rapidamente quando se encontram em ambientes com grande disponibilidade de nutrientes. Algumas espécies de Streptomyces são capazes de produzir antimicrobianos que inibem o crescimento de outros microrganismos, diminuindo a competição por fontes limitadas de nutrientes. Além disso, muitos organismos formam comunidades, como biofilmes, que pode aumentar a disponibilidade de nutrientes e protege de estresses ambientais. Estas comunidades são essências para o crescimento de alguns organismos.

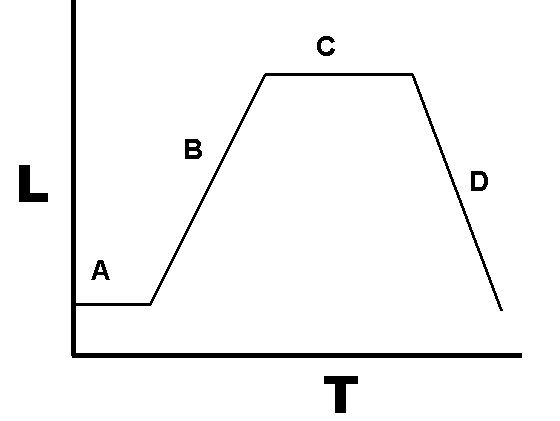
Representação do crescimento bacteriano (L) ao longo do tempo (T). As letras indicam as diferentes fases do crescimento

O crescimento bacteriano possui quatro fases. Quando uma população de bactérias se encontra em um ambiente com grande disponibilidade nutrientes que permitem seu crescimento, estas células precisam se adaptar e se preparar para o crescimento. Na primeira fase, também chamada de fase de adaptação ou fase lag, o crescimento ocorre de maneira lenta pois as células estão se preparando para iniciar o crescimento rápido. Neste momento ocorre um aumento na taxa de biossíntese de proteínas essenciais como ribossomos e proteínas de membrana. A segunda fase, chamada de fase exponencial, fase logarítmica ou fase log, é caracterizada pelo aumento exponencial do crescimento. Neste processo, nutrientes são metabolizados o mais rápido o possível. A depleção dos nutrientes limita o crescimento e marca o inicio da terceira fase, chamada de fase estacionaria ou de desaceleração. Em resposta a escassez de nutrientes as células bacterianas diminuem suas atividades metabólicas e podem utilizar suas proteínas não essências como fonte de nutrientes. A interrupção do crescimento rápido gera um estresse que aumenta a expressão de genes envolvidos no reparo de ADN, metabolismo antioxidativo e transporte de nutrientes. A quarta fase é marcada pela morte de diversas células devido a falta de nutrientes.

## Genética

Representação do ADN cromossomal e plasmídeos bacterianos

A maioria das bactérias possui um único cromossomo circular, porém algumas possuem cromossomos lineares, como algumas espécies de Streptomyces e Borrelia, enquanto algumas espécies de Vibrio possuem mais de um cromossomo. O tamanho destes cromossomos podem variar, por exemplo o endossimbionte Carsonella ruddii possui um dos menores cromossomos bacterianos conhecidos, com apenas 160.000 pares de bases, enquanto a espécie Sorangium cellulosum possui um dos maiores, com cerca de 12.200.000 pares de bases. Além dos cromossomos, algumas bactérias também possuem pequenas moléculas de ADN, denominadas plasmídeos. Estes podem conter genes relacionados a diferentes funções como resistência a antimicrobianos, capacidades metabólicas ou moléculas relacionadas a virulência.
As bactérias, por serem organismos assexuados, herdam cópias idênticas do genes de suas progenitora, ou seja, são clones. O conteúdo de seu material genético pode mudar através da seleção de alterações causadas por mutações ou recombinação genética. As mutações podem se originar a partir de erros que ocorrem durante o processo de replicação da molécula de ADN ou exposição a compostos mutagênicos. A frequência da ocorrência de mutações pode variar bastante entre diferentes espécies e até mesmo entre clones de uma mesma espécie. Genes envolvidos em processos importantes para o crescimento celular podem apresentar uma frequência de mutação aumentada em relação aos demais genes.
Apesar de não realizarem reprodução sexuada, algumas bactérias possuem a capacidade de transferir material genético entre células diferentes, característica conhecida como transferência horizontal de genes. Comumente, estes mecanismos realizam a transferência de material genético entre indivíduos da mesma espécie, mas podem ocorrer também entre organismos de espécies diferentes. A transferência entre espécies pode ter importantes consequências, como a disseminação de genes de resistência a antimicrobianos. Existem três formas principais de como ocorrem estas transferências: transformação, transdução e conjugação.

Diagrama exemplificando o processo de transdução em bactérias

Na transformação, moléculas ou fragmentos de moléculas de ADN dispostos no ambiente são absorvidas e incorporados ao cromossomo. Este ADN exógeno só será introduzido no cromossomo bacteriano se for semelhante ao ADN da bactéria receptora. Algumas bactérias possuem uma capacidade natural de absorção de ADN, denominada competência, enquanto outras podem ser alteradas quimicamente para induzir esta absorção. A competência pode também ser desenvolvida naturalmente, estando normalmente associadas a estresses provenientes de condições ambientes e facilitando o reparo do ADN.

Diagrama exemplificando o processo de conjugação

A transdução consiste na incorporação de fragmentos de ADN de bacteriófagos no cromossomo bacteriano. Bactérias podem incorporar fragmentos dos genomas de fagos através do sistema CRISPR e utilizá-las para gerar ARNs de interferência que impedem a replicação do vírus. Esta incorporação pode também ser involuntária, visto que alguns fagos inserem seu genoma no cromossomo bacteriano para se replicarem. Se a replicação do vírus não gerar a lise da bactéria, seu genes podem conferir novas características a célula infectada. Além dos genes que compõe o vírus, ao realizar a lise da bactéria infectada alguns bacteriófagos podem incorporar parte do seu material genético, os quais podem então ser transferidos para outras células através da transdução.
Por fim, a conjugação é caracterizada pela transferência direta de plasmídeos entre bactérias mediada pelo contato entre as células. Neste processo a célula doadora adere a celular receptora através do pilus conjugativo, que conecta o citoplasma das duas bactérias. Este pilus está presente apenas em bactérias portadoras de um plasmídeo de fertilidade, também chamado de plasmídeo F. As bactérias que não possuem este plasmídeo atuam apenas como receptoras. O ADN transferido neste processo é quase sempre o plasmídeo  de fertilidade. Em algumas ocasiões, um pequeno pedaço de ADN cromossômico une-se ao plasmídeo e é transferido junto com ele. Assim, a conjugação possibilita o aumento da variabilidade genética na população bacteriana.

## Interações com outros organismos
Apesar de sua aparente simplicidade, as bactérias podem formar associações complexas com outros organismos. Essas associações podem ser divididas em parasitismo, mutualismo e comensalismo.

### Comensais
Devido ao seu tamanho pequeno, as bactérias são encontradas também em animais e plantas, exatamente como em qualquer outra superfície. Em humanos e outros animais elas podem ser encontradas na pele, vias respiratórias, trato digestivo e outros tecidos. Esta bactérias são conhecidas como microbiota comensal. O maior número de bactérias está na flora intestinal, além de também existir um grande número na pele. A microbiota comensal é geralmente inofensiva, devido aos efeitos protetivos do sistema imunológico.
Contudo, algumas bactérias comensais podem causar efeitos deletérios e infecções se as condições forem propicias. Isto pode ocorrer devido a imunodeficiência ou se forem transportadas para outros tecidos. Bactérias da espécie Escherichia coli são comensais no trato digestivo de humanos mas podem causar infecções no trato urinário. Algumas espécies de Streptoccocus que atuam como comensais na boca humana podem causar doenças cardiovasculares.
A famosa noção de que as células bacterianas do corpo humano superam as células humanas por um fator de 10:1 foi desmistificada. Existem aproximadamente 39 trilhões de células bacterianas na microbiota humana, personificadas por uma "referência" de um homem de 70 kg com 170 cm de altura, enquanto existem 30 trilhões de células humanas no corpo. Isso significa que, embora as células bacterianas tenham a vantagem em números reais, a diferença é de apenas 30%, e não 900%.
Segundo a Teoria da Endossimbiose, as mitocôndrias e os cloroplastos de eucariontes teriam derivado de uma bactéria endossimbionte, provavelmente autotrófica, antepassada das atuais cianobactérias.

### Predadores
Algumas espécies de bactérias matam e consomem outros microrganismos, essas espécies são chamadas bactérias predadoras. Isso inclui organismos como o Myxococcus xanthus, que forma enxames de células que matam e digerem qualquer bactéria que encontrarem. Outros predadores bacterianos se prendem às presas para digeri-las e absorver nutrientes, como Vampirovibrio chlorellavorus, ou invadir outra célula e se multiplicar dentro do citoplasma, como Daptobacter. Pensa-se que essas bactérias predadoras tenham evoluído a partir de saprófagos que consumiam microrganismos mortos, através de adaptações que lhes permitiam aprisionar e matar outros organismos.

### Mutualistas
Certas bactérias formam associações espaciais estreitas que são essenciais para sua sobrevivência. Uma dessas associações mutualísticas, denominada transferência interespécie de hidrogênio, ocorre entre grupos de arqueias metanogênicas e bactérias anaeróbicas que consomem ácidos orgânicos, como ácido butírico ou ácido propiônico. Estas bactérias seriam incapazes de consumir os ácidos orgânicos, pois essa reação produz hidrogênio que se acumula no ambiente e produz um efeito citotóxico. As arqueias metanogênicas são capazes de metabolizar hidrogênio, mantendo sua concentração baixa o suficiente para permitir que as bactérias cresçam.

Relação mutualística entre plantas e bactérias fixadoras de nitrogênio encontradas na rizosfera

No solo, microrganismos que residem na rizosfera realizam a fixação de nitrogênio, convertendo o nitrogênio gasoso em compostos de nitrogênio, como amônia. Estes compostos servem como fontes de nitrogênio para diversas plantas, que não são capazes de utilizar o nitrogênio gasoso. Por outro lado, estas bactérias utilizam compostos secretados pelas raízes das plantas como fonte de carbono, processo denominado rizodeposição.
Bactérias também podem ter efeitos benéficos para hospedeiro animais, por exemplo, impedindo infecções por organismos patogênicos ou auxiliando no metabolismo de nutrientes. Em humanos, a presença de algumas espécies bacterianas no trato gastrointestinal pode contribuir para a imunidade, síntese de vitaminas, conversão de açúcares em ácido láctico e a fermentação de carboidratos que não são digeridos. A suplementação desta bactérias pode até ser utilizada como forma de tratamento, como no tratamento de sintomas de intolerância a lactose.
Além disso, quase toda a vida animal depende de bactérias, já que apenas bactérias e algumas arqueias possuem a capacidade de sintetizar a vitamina B12. Esta vitamina esta envolvida em processo essências como a síntese de ADN, metabolismo de aminoácidos e metabolismo de ácidos graxos. Possui um papel importante também no funcionamento do sistema nervoso pois esta envolvida na síntese de mielina.

### Patógenos

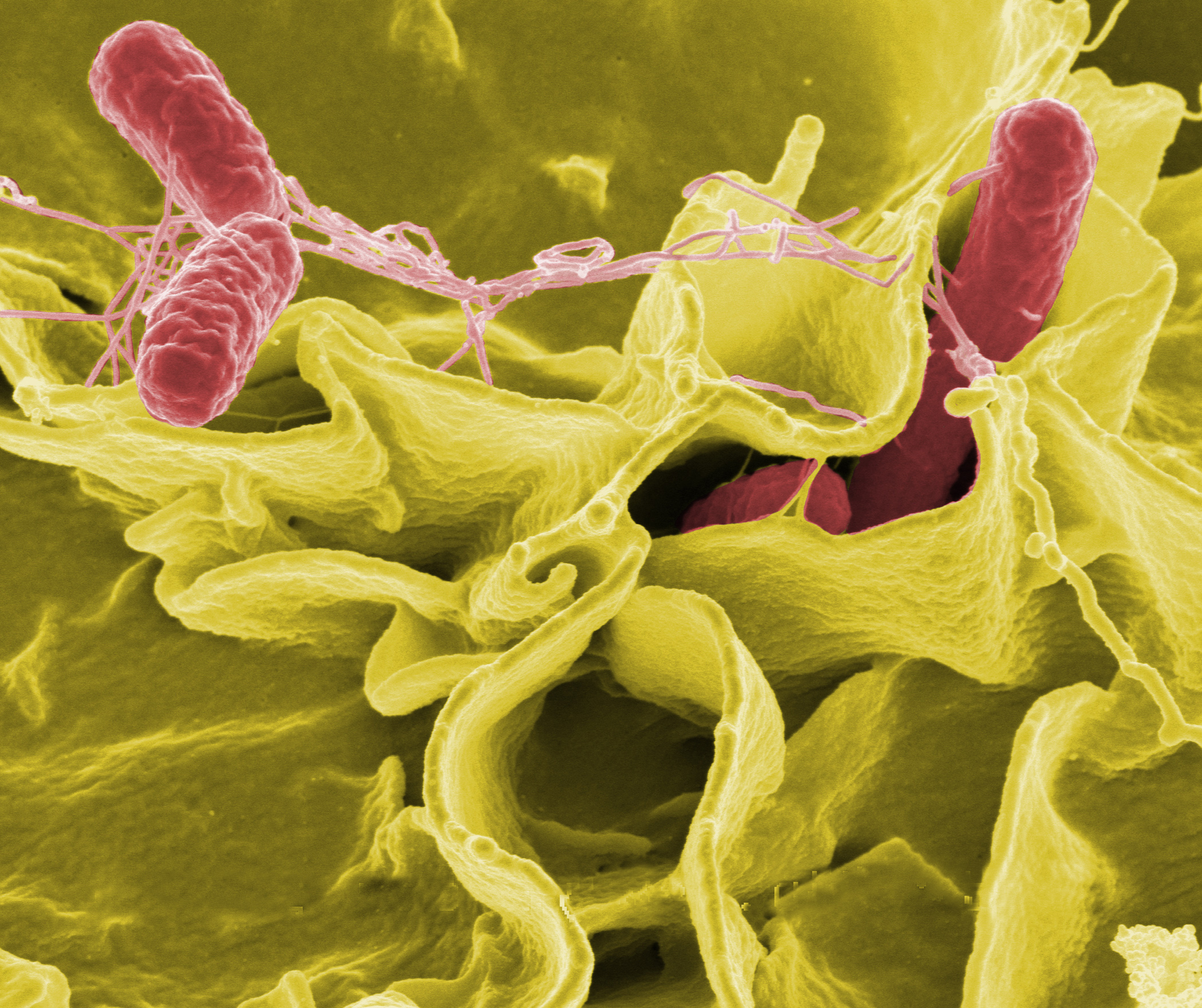
Microscopia eletrônica de varredura com aprimoramento de cor mostrando Salmonella typhimurium (vermelho) invadindo células humanas (amarelo)

Se as bactérias formam uma associação parasitária com outros organismos, elas são classificadas como patógenos. A grande maioria destas bactérias são consideradas patógenos generalistas, causando infecções em uma grande variedade de organismos. Em alguns casos, já foram observados infecções em humanos por patógenos de plantas. Por outro lado, ao longo do processo evolutivo, algumas bactérias podem também se adaptar para causar infecções em hospedeiros específicos, como as diferentes variantes sorológicas de Salmonella enterica adaptadas para diferentes hospedeiros mamíferos. Este tropismo também pode ser observado na adaptação para infectar sítios específicos, como a adaptação de Helicabcter pylori em infectar o estômago, enquanto outros patógenos podem causar infecções em diversos tecidos, como Staphylococcus e Streptococcus, que causam infecções na pele, pneumonia, meningite e sepse.
As bactérias patogênicas são uma das principais causas de morte e doença humana e causam infecções como tétano, febre tifóide, difteria, sífilis, cólera, intoxicação alimentar, lepra (causada por Mycobacterium leprae) e tuberculose (Causada por Mycobacterium tubeculosis). As doenças bacterianas também são importantes na agropecuária, com bactérias que causam manchas nas folhas, fogo bacteriano e murchidão nas plantas, assim como a paratuberculose, mastite, salmonela e antraz em animais de criação.
Algumas bactérias, como Pseudomonas aeruginosa, Burkholderia cenocepacia e Mycobacterium avium, podem ser consideradas patógenos oportunistas pois causam infecções principalmente em indivíduos imunossuprimidos ou acometidos por outras doenças. Por outro lado, outras bactérias, como algumas espécies do gênero Rickettsia, são capazes de se reproduzir apenas quando estão no interior de células de outros organismos e por isso são considerados patógenos obrigatórios. Em alguns casos, a infecção direta pela célula bacteriana não é necessária para causar doença, como o patógeno Clostridium botulinium, que produz uma endotoxina que pode causar botulismo se ingerida. Estas toxinas podem ser utilizadas para produzir vacinas que protegem contra a infecção bacteriana.
Infecções bacterianas podem ser tratadas com antibióticos. Estes medicamentos podem ser classificados em bactericidas, se matarem as células bacterianas, ou bacteriostáticos, se apenas prevenirem o crescimento bacteriano. Sua atuação é seletiva para os organismos bacterianos, visando evitar efeitos adversos no paciente sendo tratado. Por exemplo, o cloranfenicol e a puromicina são antibióticos que inibem o funcionamento de ribossomos bacterianos, os quais são estruturalmente diferentes dos ribossomos de eucariontes. Além do tratamento de doenças, antibióticos são utilizados também para promover o crescimento de animais de criação. A ampla utilização destes medicamentos pode estar contribuindo para o rápido desenvolvimento de resistência em populações bacterianas, as quais tornam o tratamento com antibióticos inefetivos. Em 2019, infecções por bactérias resistentes a antibióticos foram responsáveis por cerca de 1,27 milhões de mortes no mundo.  Estas infecções podem ser evitadas através de medidas antissépticas preventivas, como a esterilização de instrumentos cirúrgicos, agulhas e seringas antes de procedimentos que perfuram a pele. Desinfetantes podem ser usados para esterilizar superfícies, prevenindo contaminação e disseminação de infecções bacterianas.

## Classificação e identificação de bactérias

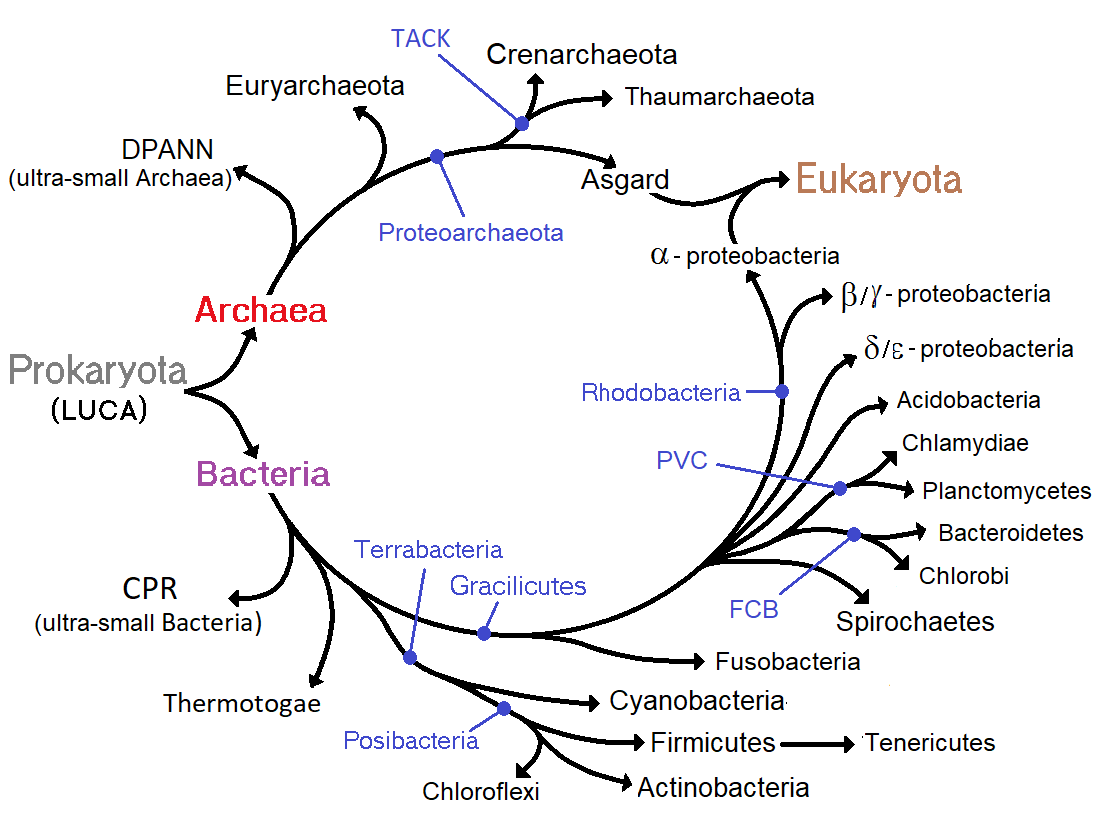
Anel filogenético da vida: principais filos de bactérias e sua relação com arqueias e eucariontes

Historicamente, a classificação taxonômica de bactérias era feita com base em diferentes características como sua estrutura celular, metabolismo ou diferenças entre componentes celulares, como ADN, ácidos graxos, pigmentos, antígenos e quinonas. Apesar de permitirem a identificação e classificação de determinadas cepas bacterianas, estas diferenças não necessariamente representam variações entre espécies distintas. Isso se da devido a alta similaridade estrutural entre a maioria das bactérias e a capacidade de transferência horizontal de genes. Com a transferência de genes, bactérias evolutivamente relacionadas podem apresentar morfologias e metabolismos diferentes. Para superar este problema, a classificação taxonômica moderna se baseia principalmente em estudos moleculares, utilizando analises genéticas como a determinação do conteúdo de de guanina e citosina, hibridização de genomas e sequenciamento de genes que comumente não são transferidos entre bactérias, como os genes do ARN ribossomal. Para realizar a classificação das bactérias, estas precisam ser primeiramente identificadas, isoladas e caracterizadas. A identificação laboratorial de bactérias também é altamente relevante na medicina, onde a utilização do tratamento correto é dependente da identificação da espécie bacteriana causadora da infecção. Consequentemente, a necessidade de identificar patógenos humanos foi um dos principais motivadores para o desenvolvimento de técnicas de identificação de bactérias.

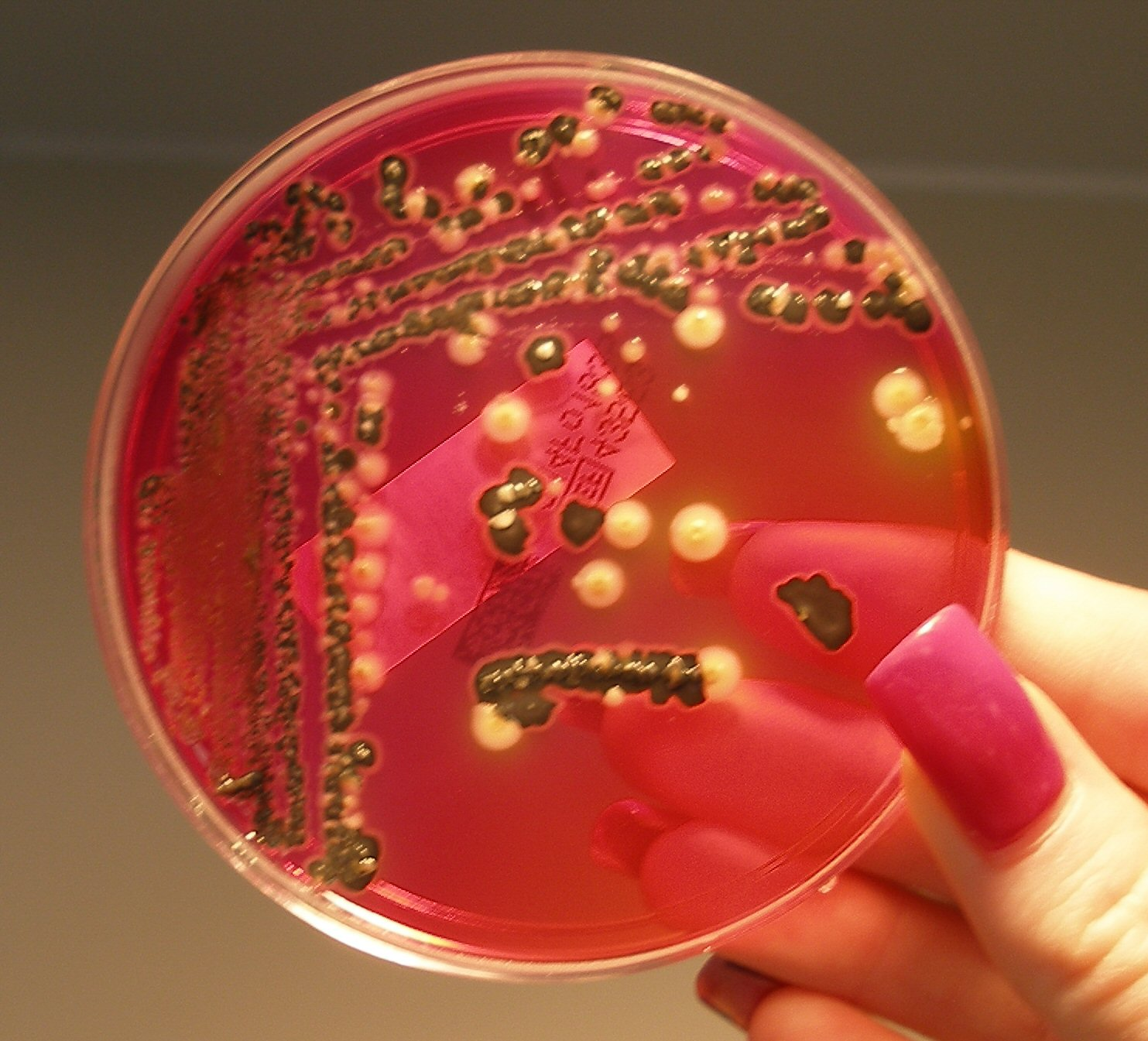
Uma cultura de Salmonella em meio sólido

Diferentes técnicas de cultivo foram criadas para promover o crescimento de bactérias especificas, restringindo a possibilidade de crescimento de outras espécies. Por exemplo, em uma amostra de fezes o cultivo pode ser realizado em um meio seletivo para organismos que causam diarreia e previne o crescimento de bactérias comensais. Estes meios de cultivo seletivo podem ser criados, por exemplo, através da adição de antibióticos. Por outro lado, amostras provenientes de conteúdos comumente estéreis, como o sangue, são cultivadas em meios que incentivam o crescimento de qualquer microrganismo. Se um organismo patogênico for cultivado, este pode ser isolado e caracterizado mais especificamente através da analise morfológica, de padrões de crescimento e coloração.

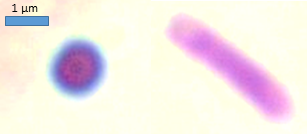
Micrografia de um coccus gram-positivo (esquerda) e um bacilo gram-negative (direita).

A coloração de Gram, desenvolvida em 1884 pelo bacteriologista Hans Christian Gram, permite a caracterização bacteriana com base nas características estruturais de sua parede celular. Como esta técnica, as diversas camadas de peptidoglicano na parede celular de bactérias gram-positivas são coradas em roxo, enquanto a parede celular mais fina encontrada em gram-negativas apresentam uma coloração rosa. Alguns organismos podem ser identificados através do uso de outras colorações, como micobactérias e nocardias através da técnica de Ziehl-Neelsen.
Assim como a classificação taxonômica, o processo de identificação moderno utiliza também diversos métodos moleculares. A utilização de abordagens baseadas no ADN bacteriano, como a reação em cadeia da polimerase, tem sido comumente utilizadas por serem mais especificas e rápidas quando comparadas a metodologias baseadas em cultivo. Além disso estas abordagens permitem também a identificação de bactérias que não podem ser cultivadas em laboratório. Mesmo com estas técnicas aprimoradas, a maioria das espécies bacterianas ainda não foi identificada e o numero total de espécies ainda não é conhecido. Em 2013, 10 599 espécies conhecidas de bactérias haviam sido validadas. Tentativas de estimar o numero total de espécies bacterianas variam entre 107 e 109, mas não apresentam alta confiabilidade.

## Importância biotecnológica e industrial
A grande diversidade e características das bactérias permite sua utilização em abordagens biotecnológicas para solucionar diferentes problemas. Antes mesmo da descoberta de microrganismos, as bactérias já eram utilizadas na produção e conservação de alimentos. As principais bactérias utilizadas para isto são as ácido-láticas, utilizadas junto com fungos na preparação de comidas e bebidas fermentadas, como queijos, iogurte, vinho, salsicha, picles, chucrute (sauerkraut em alemão), azeitona, molho de soja, leite fermentado. Outros tipos bactérias também são utilizadas, como as bactérias acéticas utilizadas para produzir vinagres. Atualmente diferentes bactérias são utilizadas pela indústria alimentícia não só para a conservação de alimentos mas também para produzir diferentes sabores e aromas.
Além da produção de alimentos manufaturados, bactérias também são utilizadas na indústria agrícola. Bactérias fixadoras de nitrogênio, como Azospirillum Brasilense são utilizadas como biofertilizantes para promover o crescimento de plantas, aumentando a capacidade de produção de cada colheita. Outras bactérias também podem ser utilizadas para o controle de pragas, substituindo o uso de pesticidas químicos. Por exemplo, subespécies de Bacillus thuringiensis são utilizadas como inseticida especifico para insetos da ordem Lepidoptera. A atuação em insetos específicos torna esta abordagem menos danosa ao ecossistema, com poucos ou nenhum efeito negativo para humanos, vida selvagem, polinizadores e outros insetos benéficos.
A interação entre bactérias e outros organismos também é utilizada para o controle de insetos vetores de doenças. No Brasil, bactérias do gênero Wolbachia são usadas para combater a disseminação de doenças transmitidas pelo mosquito Aedes aegypti, como a dengue, febre zika, chicungunha e febre amarela. Esta bactéria torna o inseto vetor imune aos vírus causadores destas doenças, interferindo no seu desenvolvimento e replicação.
A diversidade metabólica e capacidade de degradar diferentes compostos também são utilizadas para a biorremediação e tratamento de resíduos. Bactérias capazes de metabolizar hidrocarbonetos de petróleo são comumente usadas para limpar derramamentos. Por exemplo, fertilizantes foram utilizados para promover o crescimento destas bactérias nas praias da enseada do Príncipe Guilherme após o derramamento de petróleo do Exxon Valdez, ocorrido em 1989. Bactérias também são utilizadas na biorremediação de resíduos tóxicos.
Devido a sua capacidade de reprodução rápida e facilidade de manipulação, as bactérias são comumente utilizadas como objetos de estudos nas áreas de biologia molecular, genética e bioquímica. Ao realizar mutações no ADN bacteriano e observar o fenótipo resultante, cientistas podem determinar a função de genes, enzimas e vias metabólicas em bactérias. Estes conhecimentos podem então ser utilizados para compreender organismos mais complexos. Escherichia coli é a espécie bacteriana mais estuda e por isso é comumente utilizada como um organismo modelo. Com entendimento avançado da genética e metabolismo bacteriano é possível utiliza-las para produzir diferentes compostos orgânicos, como a insulina, anticorpos, antimicrobianos e fatores de crescimento.
Em 1977, uma proteína humana foi sintetizada por uma bactéria pela primeira vez. Um segmento de ADN com 60 pares de nucleotídeos, contendo o código para síntese de somatostatina foi ligado a um plasmídeo e introduzido em uma bactéria, a partir da qual foram obtidos clones capazes de produzir somatostatina. Em 1982, a insulina se tornou a primeira proteína humana produzida por engenharia genética em células de bactérias e aprovada para uso em tratamento de pacientes. Até então, a fonte do hormônio utilizado para tratamento de pacientes diabéticos eram os pâncreas de bois e porcos abatidos em matadouros. Apesar da insulina desses animais ser muito semelhante à humana, ela pode causar reações alérgicas em algumas pessoas. A insulina produzida em bactérias transformadas, por outro lado, é idêntica à do pâncreas humano e não causa alergia, devendo substituir definitivamente a insulina animal. O hormônio do crescimento humano também é produzido em bactérias para ser utilizado em tratamento terapêuticos. Este hormônio é necessário para o desenvolvimento adequado durante a infância. Antes da produção em bactérias, a única opção para crianças com deficiência na sua produção era o tratamento com hormônio extraído de cadáveres.

## História da bacteriologia

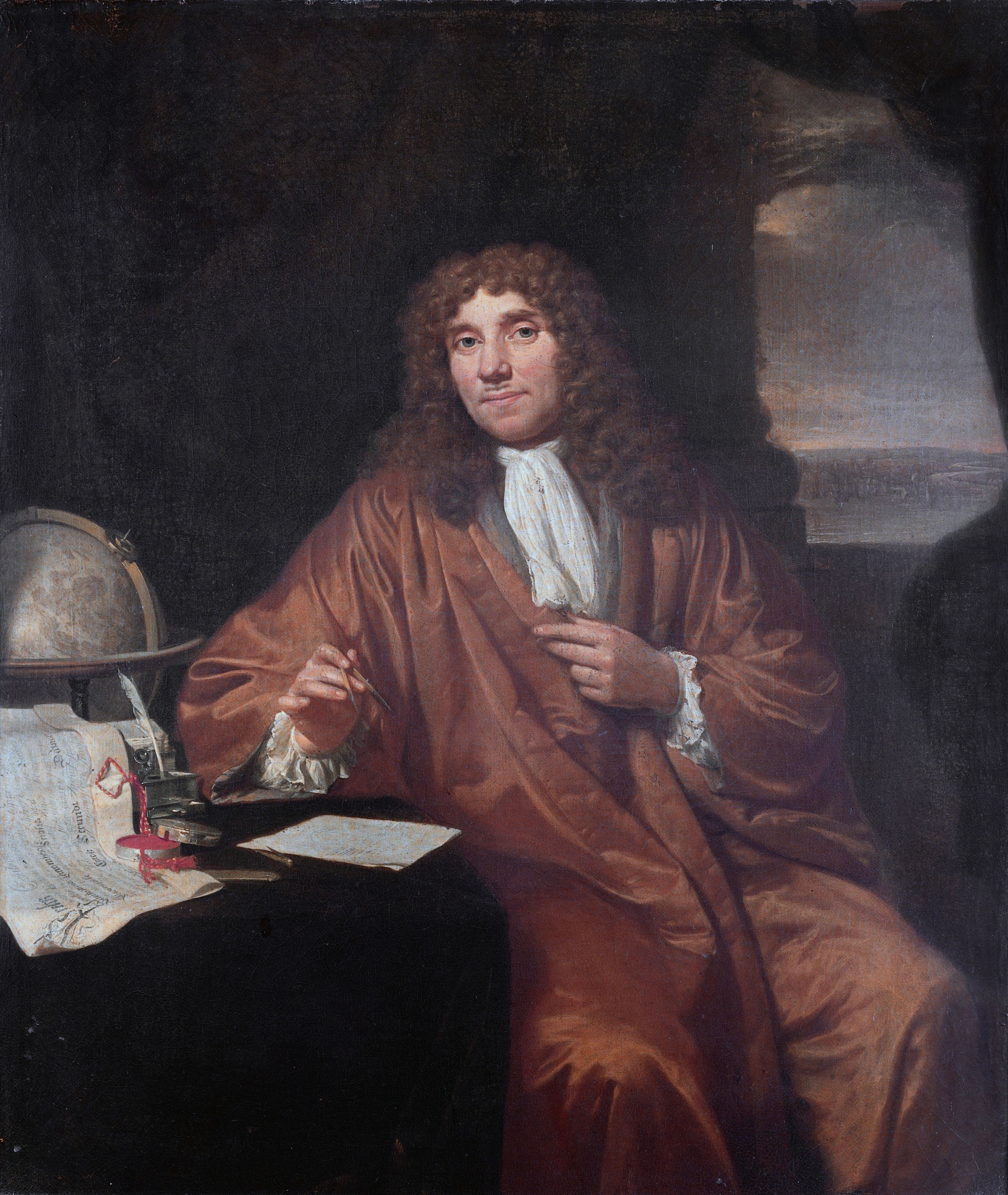
Antonie van Leeuwenhoek, o primeiro microbiologista

Antonie van Leeuwenhoek em 1673, usando um microscópio de lente simples projetado por ele mesmo, foi o primeiro cientista a observar a existência de micro-organismos. Durante os anos seguintes, van Leeuwenhoek publicou suas descobertas em uma série de cartas e manuscritos que enviou a Royal Society de Londres. Entre as correspondências mais importantes estão as do ano de 1676, que dedicam-se a descobertas de micro-organismos, chamados por ele de "animalículos". A primeira referência específica à bactérias é de uma carta datada de 9 de outubro de 1676.
O termo Bacterium foi introduzido somente em 1828, pelo microbiologista alemão Christian Gottfried Ehrenberg. O gênero Bacterium compreendia bactérias com formato de bastão não formadoras de esporos,  oposto ao gênero Bacillus, que compreendia bactérias com formato de bastão formadoras de esporos, definido por Ehrenberg em 1835.
Esses seres microscópicos somente passaram a despertar o interesse dos cientistas no final do século XIX. Louis Pasteur demonstrou em 1859 que o processo de fermentação era causado pelo crescimento de micro-organismos, e não pela geração espontânea. Pasteur e Robert Koch foram os primeiros cientistas a defender a teoria microbiana das enfermidades, ou seja, o papel das bactérias como vectores de várias doenças. Robert Koch foi ainda um pioneiro na microbiologia médica, trabalhando com diferentes enfermidades infecciosas, como a cólera, o carbúnculo e a tuberculose. Koch conseguiu provar a teoria microbiana das enfermidades infecciosas através de suas investigações da tuberculose, sendo o ganhador do prêmio Nobel de medicina e fisiologia no ano de 1905. Estabeleceu o que é hoje denominado de postulado de Koch, mediante aos quais se padronizou uma série de critérios experimentais para demonstrar se um organismo é ou não o causador de uma determinada enfermidade. Estes postulados são utilizados até hoje.
Ferdinand Cohn é considerado o fundador da bacteriologia, estudando bactérias em 1870. Cohn foi o primeiro a classificar bactérias com base em sua morfologia.
Apesar de no final do século XIX já se saber que as bactérias eram a causa de diversas doenças, não existia ainda um tratamento antibacteriano para combatê-las. Em 1910, Paul Ehrlich desenvolveu o primeiro antibiótico, por meio de tinturas que seletivamente coravam e matavam a bactéria Treponema pallidum, agente causador da sífilis. Ehrlich recebeu o Nobel em 1908 por seus trabalhos em imunologia e por seus pioneirismo no uso de corantes para detectar e identificar as bactérias, base fundamental para o desenvolvimento da coloração de Gram e Ziehl-Neelsen.
Um grande avanço no estudo das bactérias foi o reconhecimento realizado por Carl Woese em 1977, de que as arqueias e bactérias representam linhagens evolutivas diferentes. Esta nova taxonomia filogenética se baseava no sequenciamento do ARN ribossômico 16S e dividia os procariontes, até então classificados como Prokayota, em dois grupos evolutivos distintos, em um sistema de três domínios: Bacteria, Archaea e Eukaryota.